# Aeroportul Reivilo
Aeroportul Reivilo (IATA: RVO, ICAO: FARI) este un aeroport din Africa de Sud.
aeroportul dispune de o singură pistă.